# Soldatinnen- und Soldatengleichstellungsgesetz
Das Soldatinnen- und Soldatengleichstellungsgesetz (SGleiG) ist ein deutsches Bundesgesetz. Es enthält Bestimmungen gegen die Benachteiligung von Frauen in der Bundeswehr, zu Gleichstellungsbeauftragten und Gleichstellungsvertrauensfrauen sowie zur Vereinbarkeit von Familie und Dienst in der Bundeswehr.
Die ursprüngliche Fassung trat am 1. Januar 2005 in Kraft und wurde zum 25. Januar 2024 durch eine konstitutive Neufassung ersetzt.
Zur Verhinderung und Beseitigung von Benachteiligungen aus anderen Gründen, z. B. von homosexuellen Soldaten, 2006 das Soldatinnen- und Soldaten-Gleichbehandlungsgesetz beschlossen, das gleichzeitig mit dem Allgemeinen Gleichbehandlungsgesetz in Kraft trat.

## Inhalt
Das Gesetz dient der Gleichstellung von Soldatinnen und Soldaten der Bundeswehr sowie der Beseitigung bestehender und der Verhinderung künftiger Diskriminierungen wegen des Geschlechts. Soldaten, insbesondere solche mit Vorgesetzten- und Führungsaufgaben, sind in ihrem Aufgabenbereich verpflichtet, die Gleichstellung von Frauen und Männern zu fördern. Anzeigen zur Personalwerbung sowie Dienstposten-Bekanntgaben für die Streitkräfte müssen sowohl Frauen als auch Männer ansprechen. Sind Frauen in einzelnen Bereichen unterrepräsentiert, sind sie beim beruflichen Aufstieg bei gleicher Qualifikation bevorzugt zu berücksichtigen. Die Dienststellen müssen Soldatinnen und Soldaten mit Familienpflichten die Teilnahme in geeigneter Weise ermöglichen, sofern dienstliche Gründe nicht entgegenstehen. Sie haben Arbeitszeiten und sonstige Rahmenbedingungen anzubieten, die Soldatinnen und Soldaten die Vereinbarkeit von Familie und Dienst in der Bundeswehr erleichtern, soweit wichtige dienstliche Gründe nicht entgegenstehen. Für Soldatinnen und Soldaten ist Teilzeitbeschäftigung sowie familienbedingte Beurlaubung zu ermöglichen.
Ein Gleichstellungsplan wird von den Dienststellen, in denen eine Gleichstellungsbeauftragte zu wählen ist für vier Jahre erstellt. Der Gleichstellungsplan ist ein Instrument der Personalplanung, insbesondere der Personalentwicklung, und zur Gleichstellung von Soldatinnen und Soldaten.

## Gliederung
- Teil 1 – Allgemeine Vorschriften
- Teil 2 – Maßnahmen zur Gleichstellung von Soldatinnen und Soldaten
- Teil 3 – Vereinbarkeit von Familie, Pflege und Dienst
- Teil 4 – Gleichstellungsplan
- Teil 5 – Gleichstellungsbeauftragte und Stellvertretung der Gleichstellungsbeauftragten
- Teil 6 – Gleichstellungsvertrauensfrauen
- Teil 7 – Einspruchs- und Klagerecht
- Teil 8 – Statistik, Bericht
- Teil 9 – Übergangsbestimmungen

## Neufassung 2024
Am 25. Januar 2024 trat eine konstitutive Neufassung in Kraft.
Ziel der Neufassung war es, das SGleiG an die neuen Rahmenbedingungen des mehrfach novellierten BGleiG anzugleichen.